# Hegstallgraben
Der Hegstallgraben ist ein Waldbach des Ansbacher Hügellandes im Gebiet der Gemeinde Weihenzell und dann der Marktgemeinde Dietenhofen im bayerischen Landkreis Ansbach. Nach 31⁄2 km langem Lauf nach Nordosten mündet er im Dietenhofener Kirchdorf Warzfelden von rechts in den unteren Mettlachbach.

## Geographie

### Verlauf
Der Hegstallgraben entsteht etwa 1,3 km nordöstlich der Ortsmitte von Weihenzell auf etwa 434 m ü. NHN am Rande einer Wiese zum einsetzenden Talwald. Er tritt nach wenigen Metern in den Wald ein und fließt darin in zahlreichen Windungen, doch auf großer Skala  recht beständig nordostwärts. Anfangs reicht einmal kurz eine linke Hangwiese bis ans Ufer, aber bis hinab an den Rand des Mündungsdorfes sind der Grund und die Hänge seines Kerbtales weit überwiegend bewaldet.
Nach etwa 1,3 km ab seiner Quelle wechselt er im Talwald auf etwa 385 m ü. NHN und wenige Meter, bevor die Schlinge eines auf beiden Seiten von Warzfelden heraufführenden Waldweges ihn quert, aufs Gebiet der Marktgemeinde Dietenhofen über. Noch einmal etwa 0,8 km weiter läuft von links der einzige nennenswerte Zufluss aus einer linken Seitenkerbe im Waldgewann Hegstall zu, der nur etwa 0,2 km lang ist.
Etwa 300 Meter vor dem Rand von Warzfelden lichtet sich die Talaue, ab dort wendet er sich langsam nach Norden, zuletzt durchs Dorf. Wenige Schritte unterhalb von dessen Flussbrücke im Dorf fließt er von rechts und auf etwa 343 m ü. NHN von rechts dem unteren Mettlachbach zu. Auf seinem ungefähr 3,5 km langen Weg mit mittlerem Sohlgefälle von etwa ca. 26 ‰ mündet der Hegstallgraben damit rund 91 Höhenmeter unterhalb seiner Quelle am Waldrand.

### Einzugsgebiet
Das Einzugsgebiet des Hegstallgrabens ist etwa 3,5 km² groß. Es liegt im Nördlichen Ansbacher Hügelland, einem Teil des Naturraums Mittelfränkisches Becken. Sein Tal ist bis zur Hangkante hoch fast ganz bewaldet, doch die andere Hälfte von ihm auf der südwestlichen Hochebene oberhalb der Quelle und auf den talbegleitenden Spornen ist fast ganz offen und steht weit überwiegend unterm Pflug. Etwas mehr als die Hälfte im Südosten gehört zur Gemeinde Weihenzell, dort liegt an der südwestlichen Wasserscheide der mit etwa 457 m ü. NHN höchste Punkt, die andere knappe Hälfte um den Unterlauf dagegen zur Marktgemeinde Dietenhofen, deren Kirchdorf Warzenhofen an der Mündung der einzige Siedlungsplatz darin ist. 
Reihum grenzen die Einzugsgebiete der folgenden Nachbargewässer an:
- Im Nordwesten fließt der Thierbach fast parallel und etwas oberhalb zum Mettlachbach, er konkurriert am Mittellauf über seinen kurzen rechten Zufluss Brunnenwiesengraben;
- im Südsüdosten fließt der kürzere Schmierofengraben unterhalb von Warzenfelden zum Mettlachbach, der selbst in den Haselbach abfließt;
- jenseits des südlichen Wasserscheidenabschnitts führt der Fichtleinsgraben sein Wasser zum Haselbach;
- hinter dem höchsten südwestlichen Wasserscheidenabschnitt läuft der eine Oberlauf Zellbach der Rippach zu seiner Vereinigung mit dem anderen in Weihenzell, die Rippach mündet dann noch höher als der Fichtleinsgraben in den Haselbach.

## Geologie
Bach und Einzugsgebiet liegen zur Gänze im Mittleren Keuper des Ansbacher Hügellandes. Die Hochebenen oberhalb des Bachbeginns und beidseits des Tales auf den Spornen sind Verebnungsflächen des Blasensandsteins der Hassberge-Formation, an den Hängen des Taleinschnittes streichen dann meist die Lehrberg-Schichten der Steigerwald-Formation aus. Etwa an der Gemeindegrenze taucht dann am Hangfuß der Schilfsandstein (Stuttgart-Formation) auf, der sich daraufhin lange in nur schmalem Band bis etwa zum unteren Waldende zieht. Ab dort verläuft der Bach in den Estherienschichten der in Ablagerungsfolge noch tieferen Grabfeld-Formation.

### BayernAtlas („BA“)
Amtliche Online-Gewässerkarte mit passendem Ausschnitt und den hier benutzten Layern: Lauf und Einzugsgebiet des Hegstallgrabens

Allgemeiner Einstieg ohne Voreinstellungen und Layer: BayernAtlas der Bayerischen Staatsregierung (Hinweise)
1. 1 2 3 4  Höhe abgefragt auf dem Hintergrundlayer Amtliche Karte (Rechtsklick).
2. 1 2  Länge abgemessen auf dem Hintergrundlayer Amtliche Karte.
3. ↑  Einzugsgebiet abgemessen auf dem Hintergrundlayer Amtliche Karte.
4. ↑  Geologie nach dem Layer Geologischen Karte 1:25.000.

### Sonstige
1. ↑  Franz Tichy: Geographische Landesaufnahme: Die naturräumlichen Einheiten auf Blatt 163 Nürnberg. Bundesanstalt für Landeskunde, Bad Godesberg 1973. → Online-Karte (PDF; 4,0 MB)